# 7 Dywizjon Artylerii Konnej (austro-węgierski)
Dywizjon Artylerii Konnej Nr 7 (rtAD. 7) – dywizjon artylerii konnej cesarskiej i królewskiej Armii.

## Historia dywizjonu
W 1889 roku w Timișoarze (węg. Temesvár), w składzie 7. Węgierskiego Pułku Artylerii Korpuśnej został zorganizowany 7. Dywizjon Artylerii Konnej. W 1892 roku dywizjon został przeniesiony do położonej na południe od Zagrzebia miejscowości Kis-Szent-Miklós (później nazywanej „Kisszentmiklós”).
Z dniem 6 kwietnia 1908 roku weszła w życie nowa organizacja artylerii, w ramach której dywizjon został wyłączony ze składu 7. Pułku Artylerii Korpuśnej i przekształcony w samodzielny oddział pod nazwą 7. Dywizjon Artylerii Konnej. Dywizjon wchodził w skład 7 Brygady Artylerii Polowej, natomiast pod względem taktycznym został podporządkowany komendantowi 7 Brygady Kawalerii.
Od 1909 roku dywizjon pod względem taktycznym był podporządkowany komendantowi nowo utworzonej Dywizji Kawalerii Temeszwar, która w 1912 roku została przemianowana na 1 Dywizję Kawalerii.
Do 1914 roku dywizjon stacjonował w Kisszentmiklós na terytorium 7 Korpusu, który był jego okręgiem uzupełnień.
W 1916 roku oddział został przemianowany na Dywizjon Artylerii Konnej Nr 1. Równocześnie dotychczasowy Dywizjon Artylerii Konnej Nr 1 należący do 7 Dywizji Kawalerii został przemianowany na Dywizjon Artylerii Konnej Nr 7. W 1918 roku jednostka nosiła nazwę „Pułk Artylerii Polowej Nr 1 K” (niem. Feldartillerieregiment Nr 1 K).

## Skład
- Dowództwo
- 3 x bateria po  4 armaty 8 cm FK M.5.

## Żołnierze dywizjonu
Komendanci dywizjonu
- mjr Alexander von Krobatin (1889[1] – 1890 → komendant Szkoły Kadetów Artylerii w Wiedniu)
- mjr Alexander von Scholley (1890 – 1891 → komendant 2. Dywizjonu Artylerii Konnej w Wiedniu)
- ppłk / płk Ferdinand Kanyaurek (1891 – 1893 → stan spoczynku)
- mjr / ppłk Joseph von Stipsicz (1893 – 1896 → komendant 19. Pułku Artylerii Dywizyjnej)
- mjr / ppłk Aleksander Milenković (1896 – 1899 → komendant 32. Pułku Artylerii Dywizyjnej)
- mjr / ppłk Desiderius Moys von Ludrova (1899 – 1906 → komendant 16. Pułku Artylerii Dywizyjnej)
- mjr Hugo Grűner (1906 – 1908 → 7. Pułk Haubic Polowych)
- kpt. / mjr Vinzenz Latka (1908 – 1912 → oficer sztaby 3. Pułku Armat Polowych)
- mjr Emil Bugarin von Sokolplanina (1912 – 1914)

Oficerowie
- por. Alfred von Hubicki